# نامزدشده (فیلم ۱۹۶۴)
«نامزد شده» (انگلیسی: The Betrothed (1964 film)) یک فیلم است که در سال ۱۹۶۴ منتشر شد. از بازیگران آن می‌توان به لی لا بری نیونه، ایلاریا اوکینی، تینو سانتونی و پائولو کارلینی اشاره کرد.